# خودي ملا
كان خودي الملا البنغالي مقاتل من أجل الحرية من القرن التاسع عشر. كان أحد القادة الرئيسيين في تمرد بابنا.

## الولادة والتعليم
وُلِد خودي الملا في قرية جَغتَلا في في فَرْغَنة يُوسُفْشَاهي. المنطقة الآن مدرجة في منطقة سراجغنج في بابنا الكبرى، بنجلاديش. اسم ولادته الحقيقي غير معروف. بعد إكمال تعليمه الإسلامي ، اكتسب شعبية في بابنا الكبرى باسم "خودي الملا".

## تمرد
كان خودي الملا أحد جوتدارون، وبالتالي كان خاضعًا للزاميندارين الكبار. كانت عائلة سانيال من سَلَب واحدة من الزاميندر الكبيرة البارزة لبابنا الكبرى. دخل خودي الملا في نزاع مع المزارعين وصغار الملاك بعد أن رأى قسوة سانيال الآخرين. وبناء على ذلك تم تشكيل قوة متمردة بقيادة خودي الملا الذي تصدى لسانيال.  يوما بعد يوم ، نمت حركة خودي الملا وانضم البنغاليون إلى قوات خودي الملا بأعداد كبيرة. 
شكل خودي الملا رابطة بابنا رايت في مايو 1873 مع قادة المتمردين الآخرين. منذ البداية ، عين أعضاء العصبة خودي الملا رئيسًا للوزراء أو رئيسًا للوزراء. بعض أعضاء Rait League هم رمضان السركار الدُّلِيَابَارَوِي الذي تم تعيينه نائب وذاكر الزَرْدار الآرْكَانْدَوِي الذي تم تعيينه رئيس شرطة ورحيم البِرَامَانِك الرُّوبْشَوِي الذي تم تعيينه سردار و آروين مرزا المَهاراجْفُوري الذي تم تعيينه ميرزا و مهر الشوكِدار الفِيساكولَوِي ، كما شارك الشيخ ناتو الهاتُرِياوِي و رمضان ميان الناكالِياوي.  تم تشكيل جيش متمردين منفصل لاتحاد رايت ، مما أدى إلى تحويل رابطة بابنا رايت من منظمة شرعية إلى مجموعة انفصالية مسلحة. أعلن خودي الملا الاستقلال عن سيطرة الزامنداري. في 3 يوليو 1873 ، أطلقت صحيفة أمريت بازار التقليدية اسم خودي الملا على أنه ثوري وزعيم لثورة بابنا . اللفتنانت حاكم البنغال ، السير جورج كامبل ، تدخل ووعد بدعم المزارعين. لذلك رفع خودي الملا عدة قضايا في المحكمة.  ثم ضغط السير كامبل على الزاميندار ومؤيديهم ( دوق جورج كامبل ) لتخفيف الضرائب على أعمال الشغب والامتثال للقانون. صدر قانون الإيجار أخيرًا في عام 1885 بعد الميلاد والذي لبى مطالب رابطة بابنا رايت. 

## مرجع
1. ↑  রজৎ কান্ত রায় (১৯৮৪). Social Conflict and Political Unrest in Bengal, 1875-1927 [বাংলায় সামাজিক সংঘর্ষ ও রাজনৈতিক বিশৃঙ্খলতা, ১৮৭৫-১৯২৭] (بالإنجليزية). অক্সফোর্ড ইউনিভার্সিটি প্রেস. p. 64. ISBN:9780195616545. {{استشهاد بكتاب}}: تحقق من التاريخ في: |سنة= (help)
2. ↑  হিতেন্দ্র মিত্র (১৯৮৩). Tagore Without Illusions (بالإنجليزية). সান্যাল প্রকাশন. p. ৭৭. {{استشهاد بكتاب}}: تحقق من التاريخ في: |سنة= (help)
3. ↑  অশোক কুমার সেন (১৯৯২). The Popular Uprising and the Intelligentsia: Bengal Between 1855-1873 [বাংলায় জনপ্রিয় বিদ্রোহ এবং বুদ্ধিজীবী: ১৮৫৫-১৯৭৩] (بالإنجليزية). ফির্মা কেএলএম. p. ৮৯. {{استشهاد بكتاب}}: تحقق من التاريخ في: |سنة= (help)
4. ↑  মঞ্জু চট্টোপাধ্যায় (১৯৮৫). Petition to Agitation, Bengal, 1857-1885 (بالإنجليزية). কে পি বাগচী. pp. 37, 40. ISBN:9780836416213. {{استشهاد بكتاب}}: تحقق من التاريخ في: |سنة= (help)
5. ↑  "Leadership in nineteenth century peasant movements: A historiography review". Proceedings of the Indian History Congress (بالإنجليزية). ৬৯. ২০০৮. Archived from the original on 2022-11-26. {{استشهاد بدورية محكمة}}: تحقق من التاريخ في: |سنة= (help)
6. ↑  নুরুল হোসেন চৌধুরী (২০০১). Peasant Radicalism in Nineteenth Century Bengal: The Faraizi, Indigo, and Pabna Movements (بالإنجليزية). বাংলাদেশ এশিয়াটিক সোসাইটি. p. ১৪২. {{استشهاد بكتاب}}: تحقق من التاريخ في: |سنة= (help)
7. ↑  Bangladesh Historical Studies. বাংলাদেশ ইতিহাস সমিতি. ج. ১৭. ১৯৯৮. ص. ৪৩. {{استشهاد بكتاب}}: تحقق من التاريخ في: |سنة= (مساعدة) والنص "language-en" تم تجاهله (مساعدة)
8. ↑  চিত্তব্রত পালিত (১৯৯৮). Tensions in Bengal Rural Society: Landlords, Planters and Colonial Rule, 1830-1860 (بالإنجليزية). সংগ্রাম. ISBN:9780863116032. {{استشهاد بكتاب}}: تحقق من التاريخ في: |سنة= (help)
9. ↑  কল্যাণ কুমার সেনগুপ্ত; Pabna Disturbances and the Politics of Rent 1873–1885; নয়া দিল্লি ১৯৭৪